# Episodi de L'ispettore Barnaby (diciassettesima stagione)
La diciassettesima stagione del telefilm L'ispettore Barnaby è andata in onda nel Regno Unito dal 28 gennaio al 18 febbraio 2015 sul network ITV.
In lingua italiana è stata trasmessa in prima visione in Svizzera su RSI LA1 dal 29 novembre al 20 dicembre 2015. 
In Italia la serie è stata trasmessa da LA7, dal 27 febbraio al 19 marzo 2016.
| nº | Titolo originale              | Titolo italiano               | Prima TV Regno Unito | Prima TV in italiano |
| -- | ----------------------------- | ----------------------------- | -------------------- | -------------------- |
| 1  | The Dagger Club               | Il club di Dagger             | 28 gennaio 2015      | 29 novembre 2015     |
| 2  | Murder by Magic               | Omicidi e magia               | 4 febbraio 2015      | 6 dicembre 2015      |
| 3  | The Ballad of Midsomer County | La ballata di Midsomer County | 11 febbraio 2015     | 13 dicembre 2015     |
| 4  | A Vintage Murder              | Un omicidio d'annata          | 18 febbraio 2015     | 20 dicembre 2015     |